# Teodosia de Tiro
Teodosia de Tiro, según el historiador de la iglesia cristiana primitiva Eusebio de Cesarea, era una joven de diecisiete años que deliberadamente buscó ser ejecutada como mártir del cristianismo en la ciudad de Cesarea en el 307. La torturaron, la instaron a rechazar el cristianismo y, cuando se negó, la arrojaron al mar. Se la conmemora el 2 de abril.

## Antecedentes
Existen dos versiones de los Mártires de Palestina de Eusebio de Cesarea, y tanto en la versión más corta como en la más larga, se cuenta la historia de Teodosia, aunque con variaciones. Eusebio estuvo presente en Cesarea durante las persecuciones, parte de la campaña del imperio para suprimir el cristianismo. Durante cinco años, el gobernador Urbano había tratado de hacer cumplir las órdenes de los emperadores que establecían que todos los habitantes debían realizar sacrificios a los dioses romanos, bajo pena de muerte en caso de incumplimiento.

## Martirio
Desde Tiro, Líbano, Teodosia, de diecisiete años, se había dirigido a Cesarea en Palestina. El día de Pascua del 307, según Eusebio de Cesarea, fue a la plaza pública donde varios cristianos encadenados esperaban ser interrogados. Los felicitó y pidió ser recordada en sus oraciones. Apresada por los guardias y llevada ante el gobernador, este le ordenó que sacrificara a los dioses, y cuando no lo hizo, la hizo torturar con "cardas crueles" en el costado y los senos, y "fue desgarrada en las costillas hasta que se le vieron las entrañas".
El gobernador, al ver que soportaba estas torturas sin quejarse, le pidió que hiciera sacrificios a los dioses y para así ser liberada, pero, según Eusebio, ella respondió que había ido allí adrede y habló con los cristianos que estaban bajo custodia en la plaza, con el propósito expreso de ser condenada a muerte: "¿Por qué, oh hombre, te engañas a ti mismo, y no te das cuenta de que he encontrado lo que rogué obtener de tus manos? Porque me regocijo mucho en haber sido juzgada digna de ser admitida a la participación de los sufrimientos de los mártires de Dios: porque en verdad, por esta misma causa, me puse de pie y hablé con ellos, para que de un modo u otro me hicieran partícipe de sus sufrimientos". Entonces fue arrojada al mar.

## Después de su muerte
Eusebio dice que Urbano había gastado toda su furia en la joven y por eso los cristianos con los que había hablado y que estaban siendo interrogados fueron enviados como esclavos a trabajar en las minas de cobre, sin que se les infligiera ninguna tortura.

## Mártires que deliberadamente buscaron la ejecución
Era la enseñanza de la iglesia que los mártires irían inmediatamente al cielo, serían recompensados con la corona de mártir y se sentarían en el trono de Dios, a diferencia de otros, que tendrían que esperar el Día del Juicio. Por esta razón, algunos cristianos se enfrentaron deliberadamente a las autoridades perseguidoras romanas con el objetivo de ser condenados a muerte. En la versión abreviada de Mártires de Palestina, Eusebio relata la historia de seis jóvenes que, al escuchar que Urbano había condenado a algunos cristianos para sufrir la muerte de las fieras en la arena, se presentaron ante él, para su asombro, con las manos ya atadas, se proclamaron cristianos y exigieron compartir la suerte de sus compañeros cristianos. Urbano los hizo encarcelar y luego decapitar.